# ATP St. Pölten 2005
L'ATP St. Pölten 2005, noto come BTM Power Grand Prix St. Polten per motivi di sponsorizzazione, è stato un torneo professionistico maschile di tennis giocato sulla terra rossa. È stata la 25ª edizione del torneo, la sedicesima inserita nell'ATP Tour, faceva parte della categoria International Series e si è svolta nell'ambito dell'ATP Tour 2005. Si è giocato dal 16 al 22 maggio 2005 allo Sportzentrum Niederösterreich di Sankt Pölten, in Austria.
È stata la dodicesima e ultima edizione di questo torneo giocata a Sankt Pölten, le prime nove edizioni si erano svolte a Bari, le tre iniziali facevano parte delle Challenger Series e le sei successive erano state poste sotto l'egida del Grand Prix. Prima di approdare a Sankt Pölten, il torneo era quindi stato trasferito per quattro edizioni a Genova, dove per la prima volta è stato inserito nell'ATP Tour. Dopo l'edizione del 2005 il torneo si sposterà a Pörtschach am Wörther See.

## Campioni

### Singolare
Nikolaj Davydenko ha battuto in finale  Jürgen Melzer con il punteggio di 6–3, 2–6, 6–4

### Doppio
Lucas Arnold Ker /  Paul Hanley hanno battuto in finale  Martin Damm /  Mariano Hood con il punteggio di 6–3, 6–4